# Basset fauve de Bretagne
Il basset fauve de Bretagne è un piccolo segugio coraggioso, affidabile e veloce per la sua taglia. È dotato di una notevole energia ed è adatto per la caccia in zone impervie con vegetazione a macchia. Viene impiegato per la caccia a conigli, lepri, volpi, caprioli e cinghiali.

## Origini
Questa razza deriva dal Griffon Fauve de Bretagne. Molto popolare durante il XIX sec. nella sua regione d'origine, ha conquistato fama nazionale a partire dagli anni '70 del '900. Le sue eccezionali doti di cacciatore gli hanno fatto vincere molti premi in Francia nelle prove su conigli.

## Caratteristiche fisiche
La testa è leggermente convessa, con muso affilato e canna nasale diritta o lievemente montonina; il tartufo è nero o marrone scuro, con narici ben aperte. Le orecchie sono di lunghezza media, attaccate al livello degli occhi; gli occhi sono piccoli e scuri, dall'espressione vivace.
Il pelo è molto duro, secco al tatto, abbastanza corto; il mantello è di color fulvo o grano-dorato, a volte con una macchia bianca sul petto.
Il dorso è ampio e corto per un bassottoide. La coda, portata a sciabola, è di media lunghezza, spessa alla radice, affusolata all'estremità.

## Carattere
Ha un temperamento vivace, dolce, socievole, che lo rende adatto anche come cane di compagnia. A caccia si dimostra coraggioso, scaltro, tenace.